# Нижньочеляєвська сільська рада
Нижньочеля́євська сільська рада (рос. Нижнечеляевский сельский совет) — сільське поселення у складі Сєверного району Оренбурзької області Росії.
Адміністративний центр — село Большедорожне.

## Населення
Населення — 599 осіб (2019; 775 в 2010, 944 у 2002).

## Склад
До складу сільської ради входять:
| Населений пункт     | Населення, осіб (2002) | Населення, осіб (2010) |
| ------------------- | ---------------------- | ---------------------- |
| Большедорожне, село | 302                    | 281                    |
| Малиновка, селище   | 74                     | 44                     |
| Нижнє Челяєво, село | 195                    | 169                    |
| Савельєвка, селище  | 60                     | 38                     |
| Трифоновка, село    | 313                    | 243                    |